# 내화 벽돌

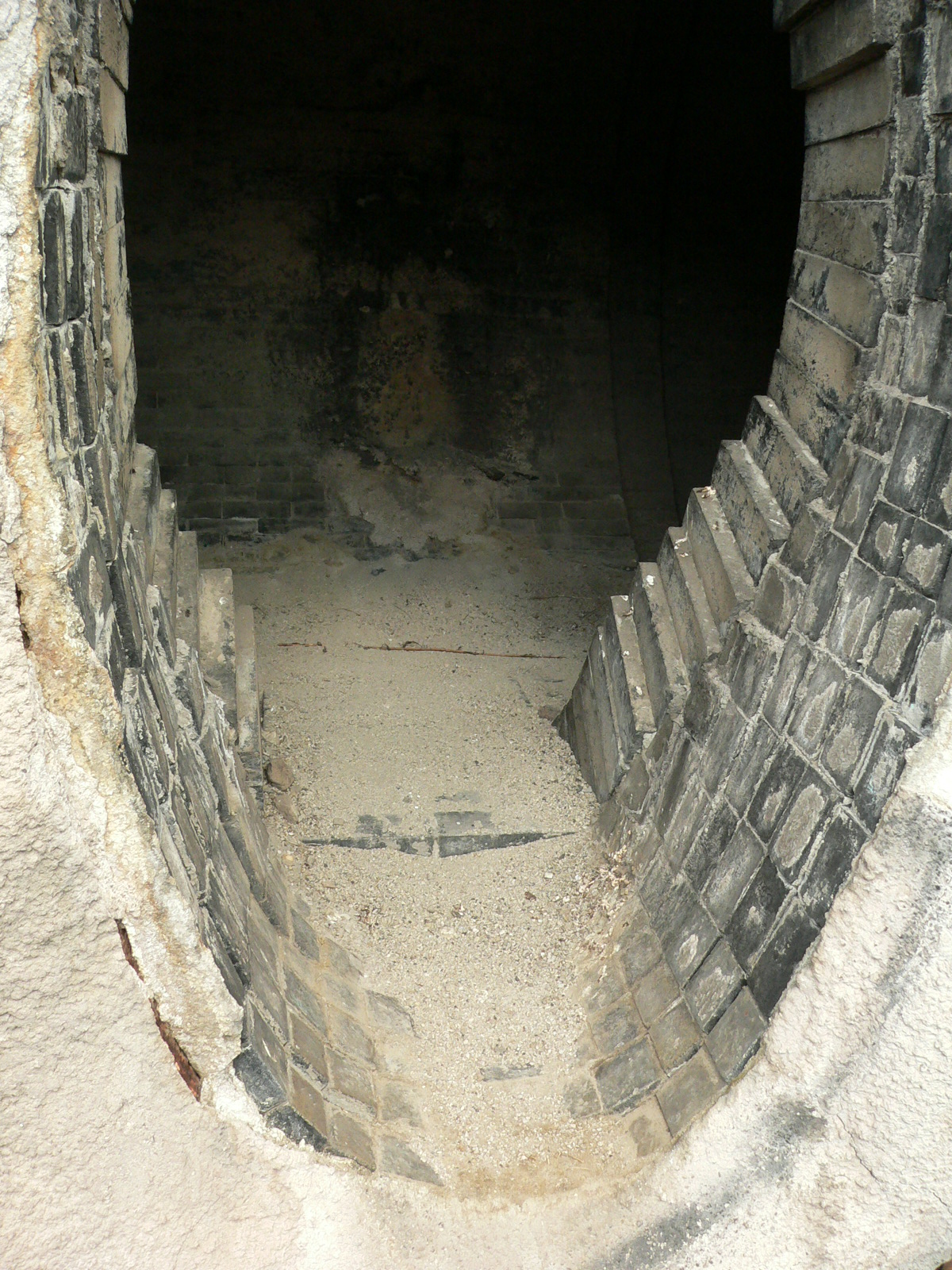

내화 벽돌은 고온에서 견딜수 있는 벽돌이다. 고온에서 지나친 연화나 체적변화가 없으며, 가스나 슬래그에 대하여 내침식성이며 내마모성이다. 열전도율이 낮으며 연돌내벽을 쌓는데 사용된다.